# Veanne Cox
Veanne Cox (Norfolk, 19 de enero de 1963) es una actriz y bailarina estadounidense.

## Biografía

### Primeros años
Cox nació en Norfolk, Virginia. Se graduó en 1981 de la Manchester High School en Chesterfield, Virginia. Estudió ballet en la Escuela de Ballet de Washington, presentándose en el Studio Theatre (Washington D. C.).

### Carrera
Su debut en Broadway se presentó en el musical de Marvin Hamlisch Smile en 1986 interpretando a Sandra-Kay Macaffee. Apareció en la versión para el Teatro Roundabout del musical de Stephen Sondheim Company en 1995 interpretando a Amy, actuación que le valió una nominación a los Premios Tony. También integró el elenco de las producción de Caroline, or Change entre 2003 y 2004, en el papel de Rose Stopnick Gellman.
Cox apareció en el telefilme Cenicienta (1997), interpretando a una de las hermanastras y personificó a Theresa Dallavale en el largometraje Erin Brockovich del año 2000. Ha aparecido además en capítulos de series de televisión como Blue Bloods y Odd Mom Out.

## Filmografía

### Cine
| Año  | Título                | Papel                | Notas        |
| ---- | --------------------- | -------------------- | ------------ |
| 1982 | Bristlelip            | Princesa             | Cortometraje |
| 1989 | Miss Firecracker      | Tessy Mahoney        |              |
| 1997 | Henry Fool            | Laura                |              |
| 1998 | Dangerous Proposition | Eryn                 |              |
| 1998 | You've Got Mail       | Miranda Margulies    |              |
| 2000 | Erin Brockovich       | Theresa Dallavale    |              |
| 2000 | Big Eden              | Mary Margaret Bishop |              |
| 2001 | Beethoven's 4th       | Martha Sedgewick     |              |
| 2002 | Two Weeks Notice      | Melanie Corman       |              |
| 2003 | Marci X               | Caitlin Mellowitz    |              |
| 2004 | Our Italian Husband   | Sonya                |              |
| 2006 | The Sasquatch Gang    | Lenora               |              |
| 2006 | Out There             | Maggie               |              |
| 2009 | The Rebound           | Haley                |              |
| 2014 | The Better Angels     | Elizabeth            |              |
| 2014 | The Rewrite           | Clara Foss           |              |
| 2016 | Little Boxes          | Sarita               |              |
| 2017 | Stay at Home Dad      | Marjorie             |              |

### Televisión
| Año  | Título                         | Papel              | Notas                                                     |
| ---- | ------------------------------ | ------------------ | --------------------------------------------------------- |
| 1984 | ABC Afterschool Special        | Robin Miller       | "Out of Step"                                             |
| 1994 | The George Carlin Show         | Alice Jean         | "George Expresses Himself"                                |
| 1994 | Island City                    | Helen              | Telefilme                                                 |
| 1994 | Seinfeld                       | Toby               | "The Fire"                                                |
| 1994 | Love & War                     | Ellen              | "A Lonely Nation Turns Its Eyes to You"                   |
| 1995 | Hope and Gloria                | Mary               | "Falling in Bed Again"                                    |
| 1995 | Pride & Joy                    | Lisa               | "Are You My Mother?"                                      |
| 1997 | Cinderella                     | Calliope           | Telefilme                                                 |
| 1998 | Caroline in the City           | Alice              | "Caroline and the Big Night"                              |
| 1999 | The Norm Show                  | Judy               | "My Name Is Norm"                                         |
| 2000 | Madigan Men                    | Sandy Whitlow      | "Love's Labor Lost"                                       |
| 2001 | One Life to Live               | Melissa Miller     |                                                           |
| 2002 | Law & Order: Criminal Intent   | Martha Strick      | "Maledictus"                                              |
| 2003 | Judging Amy                    | Sra. Margolis      | "Picture of Perfect"                                      |
| 2004 | My Sexiest Mistake             | Kristen            | Telefilme                                                 |
| 2005 | Joan of Arcadia                |                    | "The Rise & Fall of Joan Girardi"                         |
| 2005 | CSI: Crime Scene Investigation | Faith Hollis       | "Unbearable"                                              |
| 2006 | Numbers                        | Trish Schane       | "Rampage"                                                 |
| 2007 | Boston Legal                   | Dra. Kathleen Ryan | "Duck and Cover"                                          |
| 2007 | Side Order of Life             | Celia Larabee      | "Whose Sperm Is It Anyway?"                               |
| 2009 | Law & Order                    | Sra. Barsett       | "Rapture"                                                 |
| 2009 | Royal Pains                    | Lois               | "No Man Is an Island"                                     |
| 2011 | Louie                          | Ellie Bormer       | "Halloween/Ellie"                                         |
| 2011 | Pan Am                         | Miss Havemeyer     | "Pilot", "We'll Always Have Paris", "The Genuine Article" |
| 2013 | Smash                          | Actriz             | "The Read-Through", "The Fringe", "Musical Chairs"        |
| 2014 | 2 Broke Girls                  | Amy                | "And the Not Broke Parents"                               |
| 2016 | Odd Mom Out                    | Trixie             | "The High Road"                                           |
| 2016 | Blue Bloods                    | Camilla Lawson     | "Personal Business"                                       |
| 2017 | Incorporated                   |                    | "Burning Platform", "Golden Parachute"                    |
| 2019 | NCIS: New Orleans              | Parker             | "X", "Crab Mentality", "The River Styx, Part II"          |
| 2019 | The Marvelous Mrs. Maisel      | Corinne            | "Marvelous Radio", "A Jewish Girl Walks Into the Apollo…" |